# Luka Pršo
Luka Pršo (* 22. Januar 2001 in Randwick) ist ein australisch-kroatischer Fußballspieler.

## Karriere

### Verein
Pršo begann seine Karriere im New South Wales Institute of Sport. Zur Saison 2017/18 wechselte er nach Kroatien zu Dinamo Zagreb. Im Februar 2019 zog er weiter nach Slowenien in die Jugend des NK Olimpija Ljubljana. Im Oktober 2020 kehrte er wieder nach Kroatien zurück und wechselte zur Reserve des NK Osijek. Für diese spielte er bis zur Winterpause 2020/21 viermal in der 2. HNL.
Im Januar 2021 wurde Pršo dann zurück nach Australien verliehen und wechselte zu den Newcastle United Jets. Dort gab er im selben Monat sein Debüt in der A-League Men. Bis zum Ende der Spielzeit absolvierte er 17 Partien für Newcastle, in denen er ein Tor erzielte. Zur Saison 2021/22 kehrte er zunächst wieder nach Osijek zurück, spielte dort aber gar keine Rolle mehr. Im Oktober 2021 wechselte er dann nach Neuseeland zum ebenfalls in der A-League antretenden Wellington Phoenix. Für Wellington kam er aber nur einmal im Pokal zum Einsatz.
Bereits im Januar 2022 wechselte er wieder nach Australien, diesmal zu Melbourne Victory. In Melbourne schaffte er es aber nie in den Spieltagskader. Im Februar 2023 wagte er dann nochmal den Sprung nach Europa und wechselte zum österreichischen Regionalligisten SV Stripfing. Für Stripfing spielte er bis Saisonende siebenmal in der Regionalliga, mit dem Klub stieg er zu Saisonende in die 2. Liga auf. Nach dem Aufstieg kam er aber nie mehr zum Einsatz, im August 2023 wechselte er dann leihweise nach Slowenien zum Zweitligisten NK Bistrica.

### Nationalmannschaft
Pršo spielte 2021 zweimal für die australische U-23-Auswahl.

## Persönliches
Sein Onkel Dado Pršo war ebenfalls Fußballspieler und kroatischer Nationalspieler.